# Colonia Aviación Autopan
Colonia Aviación Autopan är en ort i Mexiko.   Den ligger i kommunen Toluca och delstaten Mexiko, i den sydöstra delen av landet, 60 km väster om huvudstaden Mexico City. Colonia Aviación Autopan ligger 2 622 meter över havet och antalet invånare är 1 444.
Terrängen runt Colonia Aviación Autopan är huvudsakligen platt, men söderut är den kuperad. Runt Colonia Aviación Autopan är det tätbefolkat, med 683 invånare per kvadratkilometer. Närmaste större samhälle är Toluca, 10,9 km söder om Colonia Aviación Autopan. Trakten runt Colonia Aviación Autopan består till största delen av jordbruksmark.